# IPP Trophy 2004
L'IPP Trophy 2004 è stato un torneo di tennis facente parte della categoria ATP Challenger Series nell'ambito dell'ATP Challenger Series 2004. Il torneo si è giocato a Ginevra in Svizzera dal 16 al 22 agosto 2004 su campi in terra rossa.

## Vincitori

### Singolare
Stan Wawrinka ha battuto in finale  Christophe Rochus che si è ritirato sul punteggio di 4–6, 6–4

### Doppio
Tomáš Cibulec /  David Škoch hanno battuto in finale  Werner Eschauer /  Herbert Wiltschnig con il punteggio di 6–2, 6–4